# 노고산성 (대전)
노고산성은 대전광역시 동구 직동에 소재한 백제시대의 산성으로 인근에는 백제와 신라의 군사들이 치열하게 싸웠던 곳인 피골마을(찬샘마을)이 있다.
해발 250m의 산봉우리에 위치한 노고산성은 3000m정도의 남북으로 긴 타원형 모양의 성으로 동쪽으로 옥천과 문의간의 도로가 내려다 보인다. 노고산성은 1991년 7월 10일 대전광역시의 기념물 제11호로 지정되었다.

## 개요
대전광역시 동구 직동 피골마을의 뒷산인 해발 250m의 산 정상에 자리한 산성으로, 산 꼭대기를 빙둘러 쌓았다.
성의 둘레는 300m 정도로 남북으로 긴 타원형을 이루고 있으며, 성 안의 면적은 좁은 편이다. 성벽의 대부분이 허물어져 그 윤곽선만 확인할 수 있을 뿐이며, 자연지형을 최대한 활용하여 지었다. 남쪽 성벽의 일부분은 거친 성돌을 사용하여 조잡하게 성벽을 쌓았다.
남쪽 성벽 한 곳에서 폭 2.3m의 문터가 발견되었다. 산성에서 남서쪽으로 계족산성과 바로 연결되어 있고, 동쪽으로는 대청호가 내려보인다. 계족산성의 전초기지로 금강의 수로와 옥천-문의간 도로를 감시하는 역할을 하였을 것으로 짐작되는 성이다.

## 참고 자료
- 노고산성 - 국가유산청 국가유산포털